# Itga Ahmadabad, Gulbarga
Itga Ahmadabad là một làng thuộc tehsil Gulbarga, huyện Gulbarga, bang Karnataka, Ấn Độ.